# Novo Cabrais
Novo Cabrais é um município brasileiro do estado do Rio Grande do Sul, emancipado de Cachoeira do Sul e Cerro Branco em 1995.

## História
Antes de sua emancipação, a região era chamada de Rincão dos Cabrais. A origem do nome do município possui duas possibilidades: a primeira é a chegada da família Cabral em seu território; a segunda deriva da existência de cabras nos arredores da cidade.
Os primeiros registros da ocupação de terras no município data de 1814, quando o agricultor Antônio José Menezes adquire um lote de terras ao sul do município, no Cortado .

## Demografia
A população total do município, segundo os dados preliminares do censo de 2007, realizado pelo IBGE, é de 3 764 habitantes, apresentando uma densidade populacional de 27 hab/km².
A população urbana, em 2006, representa 8,81% e a população rural corresponde a 91,19%.
O sexo feminino representa 48,56% da população, enquanto o sexo masculino corresponde a 51,44% (na zona urbana o sexo feminino possui uma desvantagem de 47,45% contra 52,55% da masculina; na zona rural, há 51,34% da população sendo homens e 48,66% sendo mulheres), de modo que a população estimada neste ano era de 3.739 habitantes.

## Educação e saúde
Durante a pandemia de Covid-19 apresentou 872 casos confirmados da doença até 28 de janeiro de 2022, equivalente a uma incidência de 20.781,7 a cada 100 mil habitantes. Em atualização realizada no site da prefeitura em 22 de novembro de 2021, a cidade contava com 6 óbitos pela doença e 4473 doses recebidas do governo.

## Turismo
Possui o Parque Witeck, o maior parque privado da América Latina. Lá também se encontra o lago conhecido como Grande Espelho do Céu e plantas trazidas de diversos lugares do mundo pelo seu idealizador, o médico Acido Witeck.

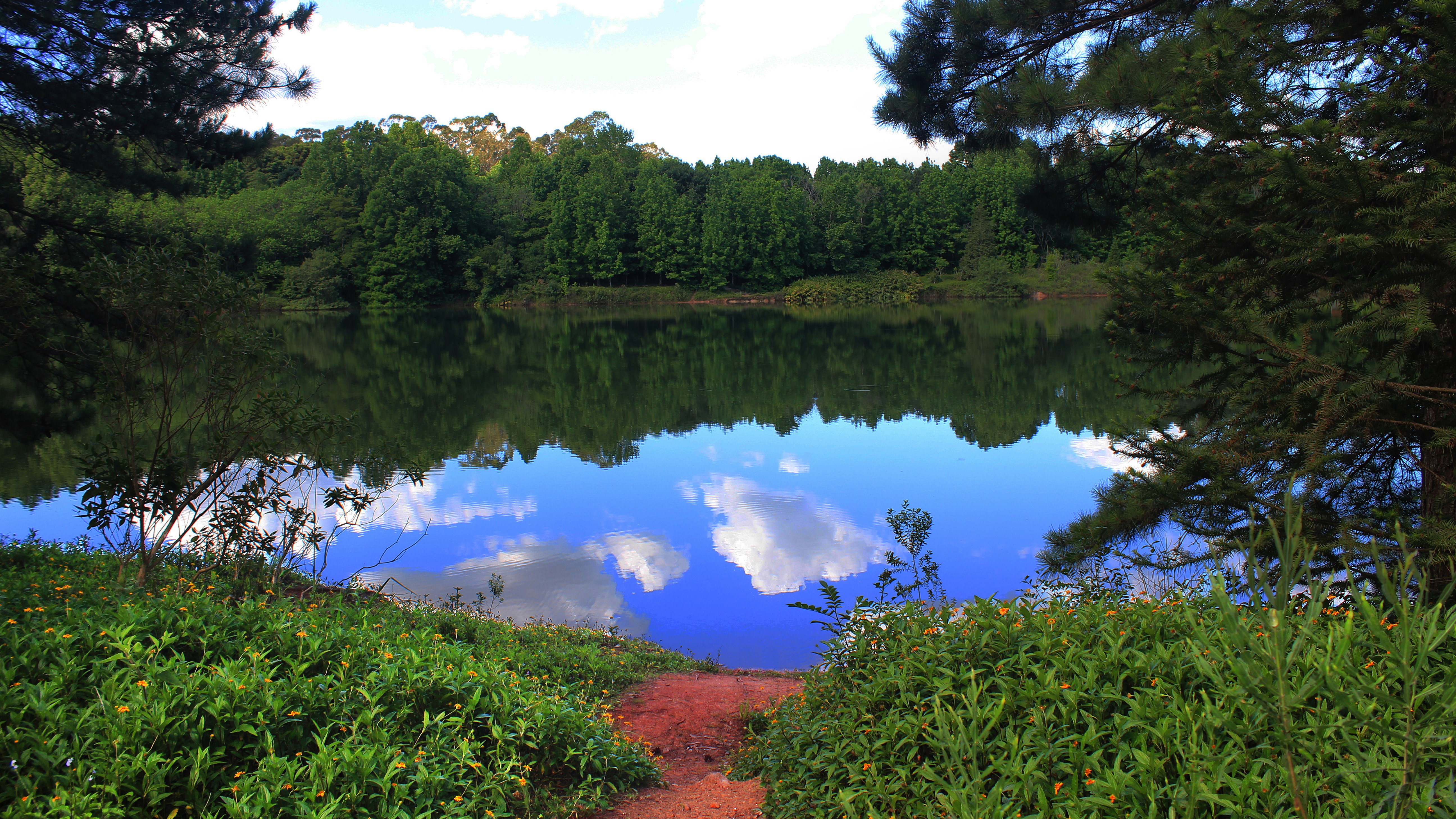
Parque Witeck, novembro de 2018.

A cada dois anos é realizada a feira municipal Expocabrais. A cidade também realiza um tradicional concurso de beleza chamado na região de escolha das soberanas do município. Em decisão uma decisão tomada pelo Executivo Municipal, foi prolongado o título das atuais soberanas por mais dois anos. Segundo o prefeito Leodegar Rodrigues, a medida foi tomada para que as jovens pudessem aproveitar melhor seu "mandato" devido ao cancelamento de atividades em decorrência da pandemia de Covid-19.